# Premio Arthur C. Cope
L'Arthur C. Cope Award (Premio Arthur C. Cope) è un premio per le scoperte nel campo della chimica organica. È stato istituito nel 1973 dall'American Chemical Society ed è sponsorizzato dalla Fondazione Arthur C. Cope.

## Vincitori
- 1973 Roald Hoffmann, Robert Burns Woodward
- 1974 Donald J. Cram
- 1976 Elias J. Corey
- 1978 Orville L. Chapman
- 1980 Gilbert Stork
- 1982 Frank H. Westheimer
- 1984 Albert J. Eschenmoser
- 1986 Duilio Arigoni
- 1987 Ronald Breslow
- 1988 Kenneth B. Wiberg
- 1989 William Summer Johnson
- 1990 Koji Nakanishi
- 1991 Gerhard L. Closs
- 1992 K. Barry Sharpless
- 1993 Peter B. Dervan
- 1994 John D. Roberts
- 1995 George M. Whitesides
- 1996 Robert G. Bergman
- 1997 Ryōji Noyori
- 1998 Samuel J. Danishefsky
- 1999 Ralph F. Hirschmann
- 2000 David A. Evans
- 2001 George A. Olah
- 2002 Robert H. Grubbs
- 2003 Larry E. Overman
- 2004 Barry M. Trost
- 2005 K.C. Nicolaou
- 2006 Peter G. Schultz
- 2007 Jean Fréchet
- 2008 J. Fraser Stoddart
- 2009 Manfred T. Reetz
- 2010 Kendall N. Houk
- 2011 Nicholas Turro
- 2012 Chi-Huey Wong
- 2013 Stephen L. Buchwald
- 2014 Stuart Schreiber
- 2015 Paul A. Wender
- 2016 Eric Jacobsen
- 2017 Carolyn R. Bertozzi
- 2018 Steven Ley
- 2019 Dieter Seebach
- 2020 Dennis A. Dougherty